# Бавли
Бавли (рус. Бавлы) град је у Русији у Татарстану.

## Становништво
| 1939. | 1959.  | 1970.  | 1979.  | 1989.  | 2002.  | 2010.  |
| ----- | ------ | ------ | ------ | ------ | ------ | ------ |
| 2.800 | 13.315 | 14.706 | 16.070 | 20.025 | 22.939 | 22.109 |